# 北池遗址
北池遗址，位于山东省临沂市平邑县铜石镇北池村，是中华人民共和国山东省文物保护单位之一。
1992年6月12日，授予山东省文物保护单位，是一座古遗址。